# Brachiacja

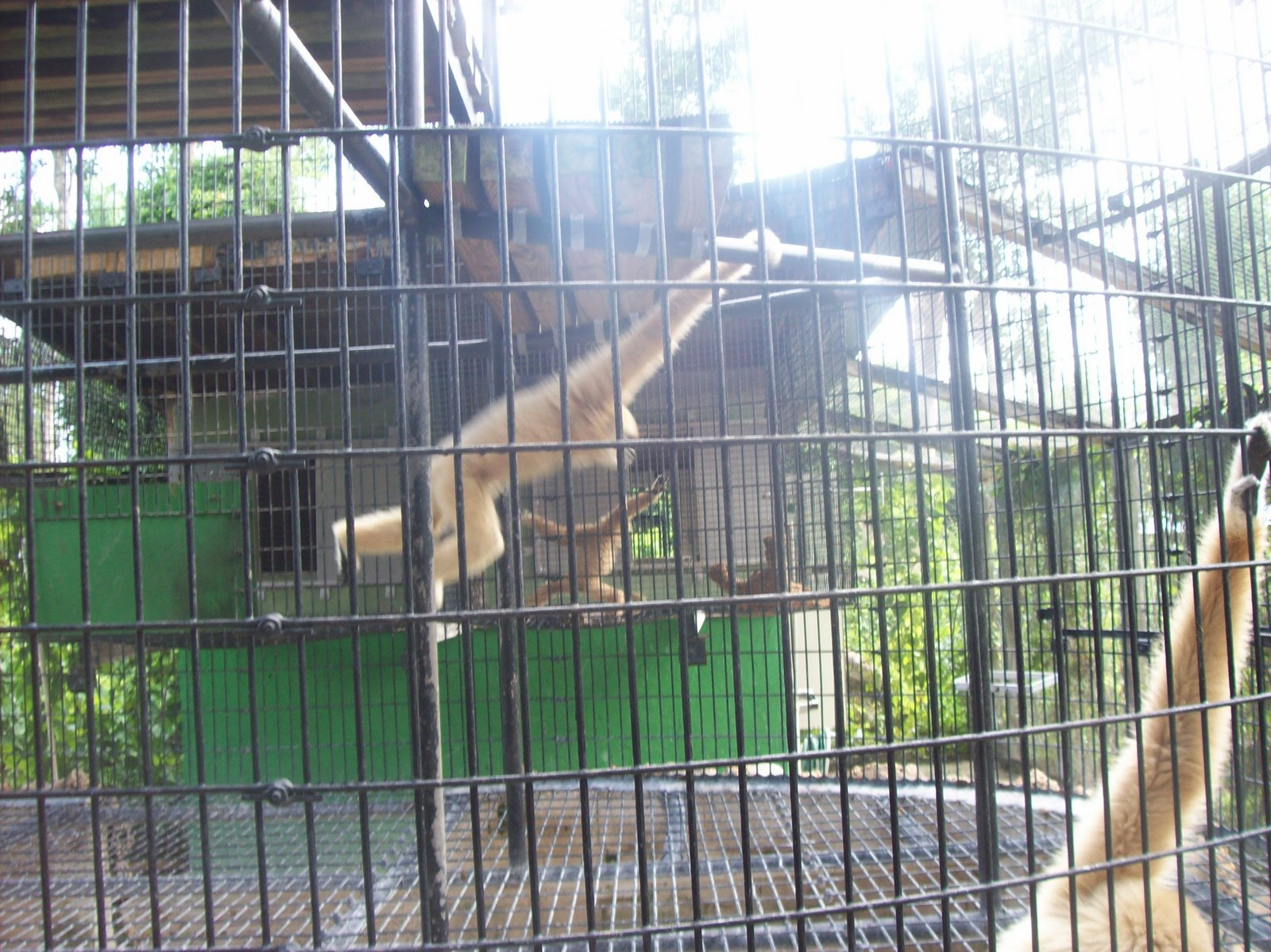
Gibbon białoręki

Brachiacja (gr. brachíōn ‘ramię’, ‘bark’) – sposób poruszania się w koronach drzew charakterystyczny dla niektórych gatunków małp. Polega na przemieszczaniu się z gałęzi na gałąź przy pomocy rąk i nóg w pozycji zwisu. Czynność tę ułatwia wahadłowe kołysanie ciałem. Do poruszania się tym sposobem przystosowane są jedynie te małpy, które mają silnie wykształcone kończyny górne i obręcz barkową, tj.: gibbony, orangutany, a także czepiaki i bonobo.
Dzięki brachiacji małpy mogą bardzo szybko i sprawnie przemieszczać się pomiędzy poszczególnymi piętrami od koron do podszytu.
Brachiacja postrzegana jest jako typ lokomocji, z której wywodzi się dwunożność w linii ewolucyjnej prowadzącej do człowieka.